# Guardando il cielo (Christian)
Guardando il cielo è un album di Christian del 1988.
Inciso nel 1988 dalla Dischi Ricordi. Prodotto da Dino Vitola per la Pravo Music. Produttore Artistico Mario Balducci. Direttore d'Orchestra e Arrangiamenti: Pinuccio Pirazzoli.

## Tracce
1. Rimini
2. Signora
3. TV. TV.
4. Maria Marie
5. Perché perché
6. Cambierò
7. Magari stasera
8. Polinesia
9. Io ti amo
10. Io sono